# Agnes Knochenhauer
Agnes Knochenhauer, född den 5 maj 1989 i Stockholm, är en svensk curlingspelare.
Knochenhauer är med i Lag Hasselborg som vann OS-guld i Pyeongchang 2018. Tillsammans med laget har hon även vunnit två VM-silver, två EM-guld och två EM-silver.
Knochenhauer var reserv i Lag Sigfridsson som vann silver på OS i Sotji 2014.